# Московский планетарий
Моско́вский планета́рий — один из самых больших в мире и самый старый планетарий в России. Расположен в Москве возле новой территории Московского зоопарка, недалеко от Садового кольца. Построен в 1927—1929 годах по проекту архитекторов М. О. Барща, М. И. Синявского и инженера Г. А. Зунблата.
На момент открытия Московский планетарий был единственным в стране, тринадцатым в мире и Европе.
Основным направлением деятельности Московского планетария является популяризация естественнонаучных знаний.
В Московском планетарии расположена обсерватория, из которой можно наблюдать различные космические объекты.

## История

### СССР

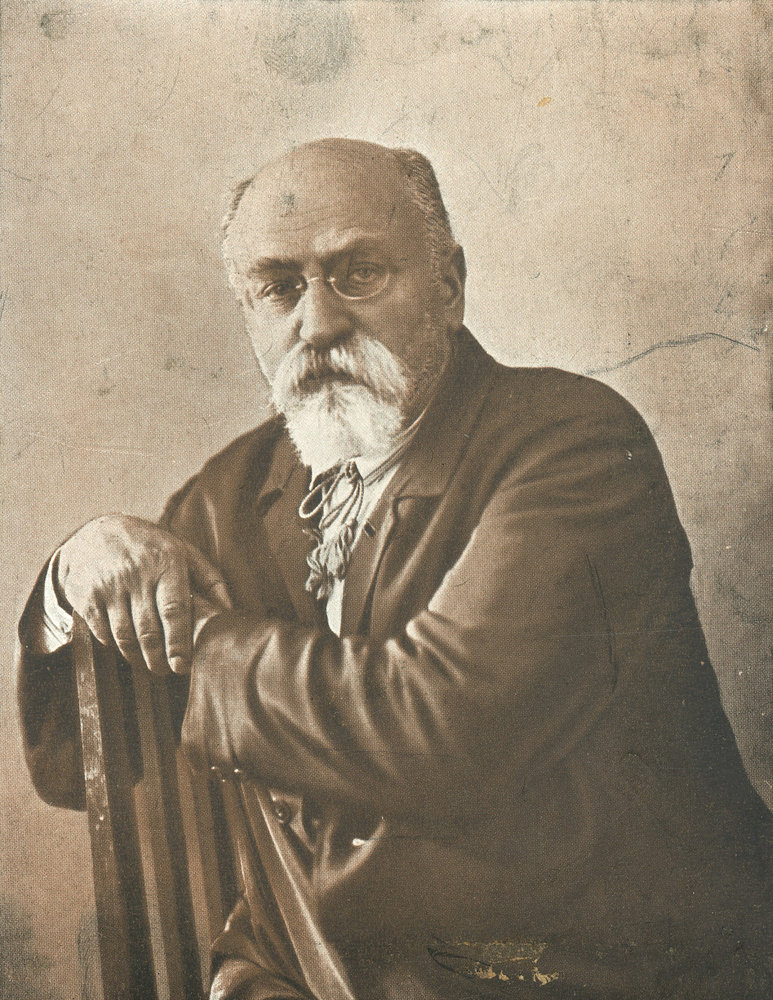
Д. Б. Рязанов

Идея построить в Москве планетарий принадлежит Давиду Рязанову — директору Института К. Маркса и Ф Энгельса при ЦИК СССР и Главнауке Наркомпроса РСФСР. По его инициативе президиум нового состава Моссовета (избранного в 1927 году) постановил создать в Москве научно-просветительное учреждение нового типа — планетарий. Оборудование, необходимое для этого (проекционный аппарат «Планетарий»), было на тот момент новейшим мировым изобретением и впервые было продемонстрировано в октябре 1923 года. Моссовет выделил на строительство планетария 250 тысяч рублей.
После этого Рязанов выехал в Германию и провёл переговоры с компанией Carl Zeiss (построившей свой планетарий в 1924 году) об изготовлении оборудования для планетария. А в Москве два молодых архитектора М. Барщ и М. Синявский взялись за разработку проекта планетария. При проектировании (1927—1929) архитекторы использовали природную форму яйца в геометрически-тектоническом плане. Теоретик конструктивизма Алексей Ган называл планетарий «оптическим научным театром». Авторами был запланирован зал на 1400 мест, перекрытый куполом диаметром 27 м. Под куполом располагались также помещение касс и гардероб. Геометричность конструктивистского объёма здания подчёркивалась вынесенными за пределами купола элементами (винтовой лестницей, входом). Лестницы в здании были спроектированы так, чтобы поток входящих зрителей не пересекался с потоком выходящих из зала. По проекту рядом с основным зданием планетария планировалось возвести также корпус астрономического музея и административно-хозяйственных помещений, но замысел остался нереализованным. Строительство планетария началось в день осеннего равноденствия 23 сентября 1928 года.

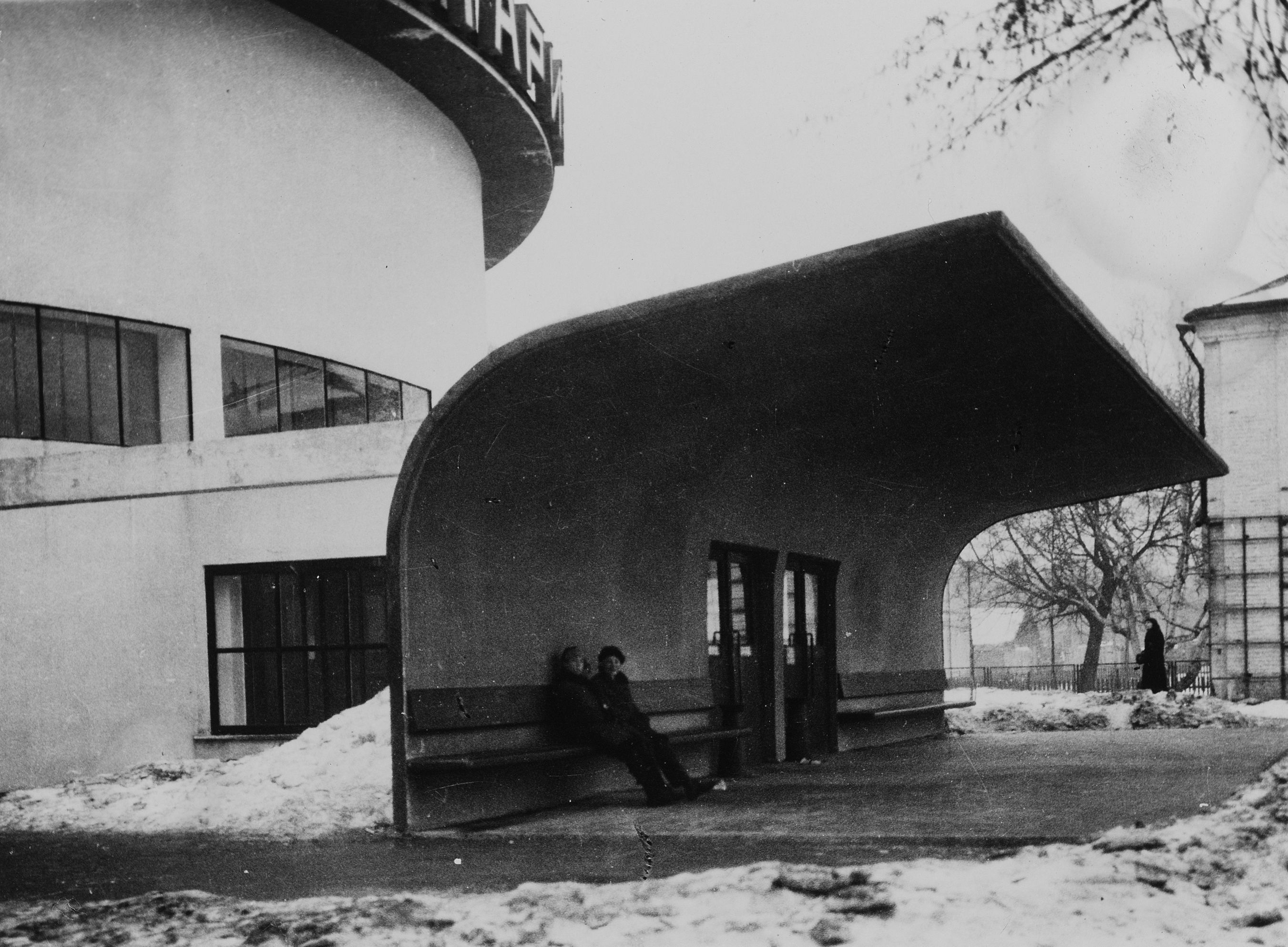
Планетарий в 1930-е гг.

Торжественное открытие планетария состоялось 5 ноября 1929 года. В тот год Владимир Маяковский написал стихотворение о планетарии. Он стал 13-м планетарием в мире — из двенадцати его предшественников десять были построены в Германии, один в Италии и один в Австрии.
Открытие планетария в Москве усилило интерес к пропаганде астрономических знаний в клубах. С 1934 года при планетарии начал действовать астрономический кружок для школьников. В 1936-37 гг. в планетарии проводились занятия по теории реактивного движения, одним из лекторов на которых был В. П. Глушко:60. В 1947 году при планетарии впервые в СССР была открыта астрономическая площадка, которая теперь называется «Парк неба».
В 1950-х годах со стороны Садовой-Кудринской улицы вид на планетарий закрыли жилые многоэтажки (в настоящее время купол планетария можно увидеть лишь в довольно узкий проход между домами). В эти годы в планетарии кроме астрономических занятий проводились занятия по физике и географии и были созданы соответствующие секции, сконструированы демонстрационные приборы гравископ для иллюстрации закона всемирного тяготения и маятник Фуко:62.

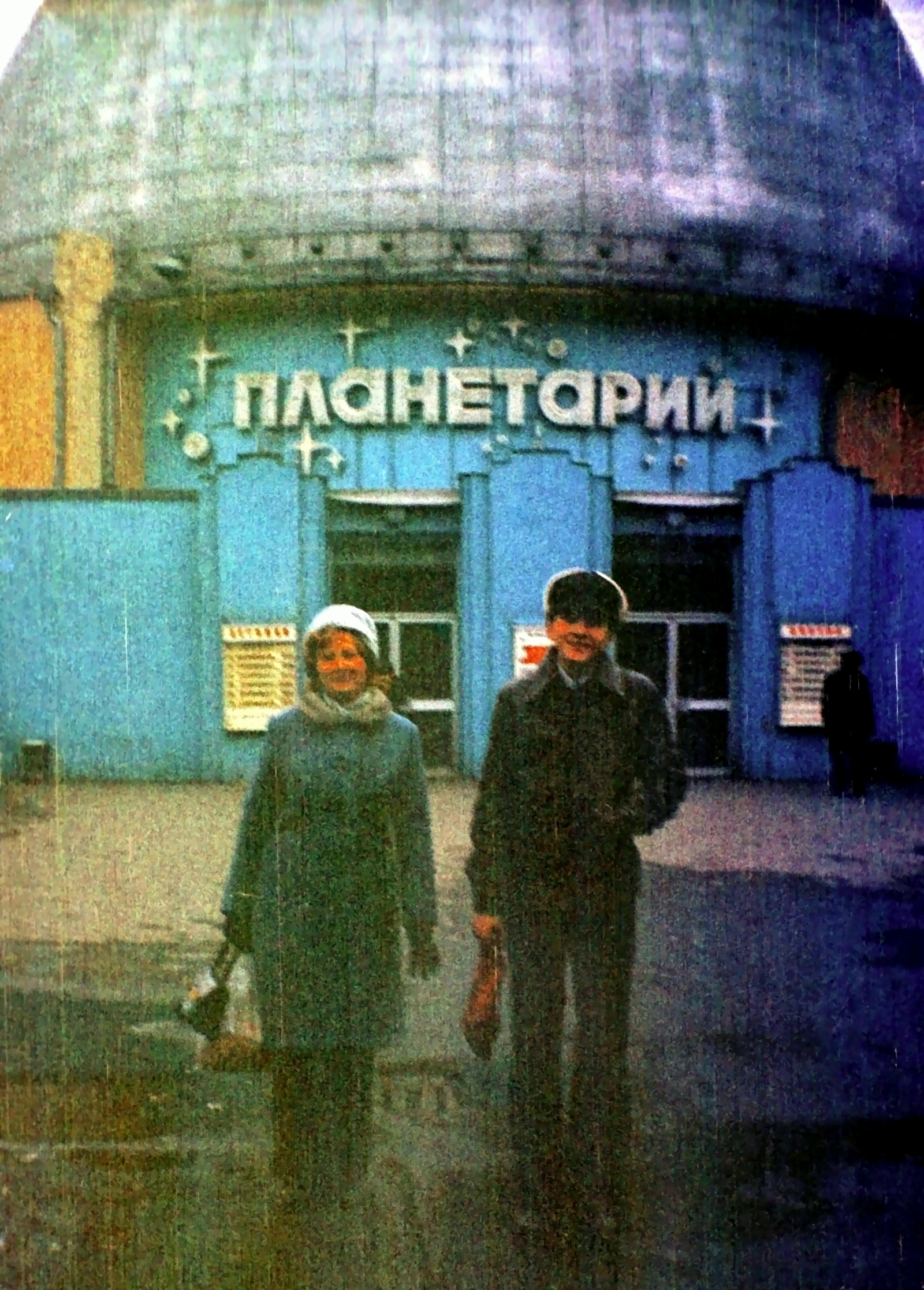
Планетарий в 1980 г.

В 1977 году планетарий был реконструирован. Вместо старого аппарата «Планетарий» был установлен новый, изготовленный специально для Москвы на народном предприятии «Карл Цейс Йена» (ГДР). Это был аппарат нового поколения с программным управлением. Наряду с обычными лекциями и тематическими вечерами в планетарии стали проводиться автоматизированные аудио-визуальные программы. В числе воспитанников астрономического кружка при планетарии — известные астрономы: Н. Кардашев, Ю. Ефремов, В. Курт, А. Гурштейн, И. Новиков, А. Шаров, П. Щеглов. 23 августа 1979 года Московский планетарий был награждён орденом Трудового Красного Знамени. В это время в планетарии за год проводилось две тысячи лекций для семисот тысяч посетителей. Среди лекторов московского планетария были В. А. Амбарцумян, С. Н. Блажко, Ю. А. Гагарин, Л. А. Кулик, Ж. Майоль, Д. Д. Максутов, А. И. Опарин, И. Д. Папанин, К. Г. Паустовский, В. Г. Фесенков, Е. К. Федоров, Т. Хейердал, О. Ю. Шмидт. В мастерских планетария создавались отечественные компактные приборы-планетарии для других планетариев страны.
В середине 1980-х планетарий вывели из непосредственного подчинения Всесоюзному обществу «Знание» и передали Московской городской организации этого общества, из недр которой был назначен новый директор. Впервые им стал человек без астрономического образования.
На 1987 год в планетарии прошли подготовку по навигации все советские космонавты, некоторые после возвращения из космоса выступали в нём с лекциями.
С 1989 года действовал Фантастический театр, труппа которого поставила несколько спектаклей по произведениям знаменитых писателей-фантастов.
В 1990 году при планетарии была открыта народная обсерватория, в которой был установлен самый большой телескоп в Москве, доступный для массовых наблюдений.

### Россия
Летом 1994 года Московский планетарий перестал оказывать услуги населению. За несколько месяцев до его закрытия, 1 марта 1994 года, в Московском планетарии была учреждена Ассоциация планетариев России.

#### Приватизация (1994)
В 1994 году предприниматель и шоумен Игорь Микитасов решил создать на базе Московского планетария «научно-развлекательный центр» и обратился с этим предложением к директору планетария. В том же году по инициативе директора планетария с целью привлечения инвесторов и обеспечения гарантий на вложенные средства, было создано АОЗТ «Московский планетарий», в уставной капитал которого было внесено основное здание планетария. Учредителями АОЗТ стали на 30 % коллектив планетария, на 20 % — Московская городская организация общества «Знание» и на 50 % — АОЗТ «Компания Твинз» («Twins»), фирма Микитасова, специализировавшаяся в сфере шоу-бизнеса.
По сути дела «Компания Твинз» стала хозяином планетария. В том же 1994 году здание планетария было признано аварийным и планетарий был закрыт на реконструкцию.
Когда вложили первый миллиард, я понял, что денег на реализацию проекта мне не хватит. — рассказывал Микитасов.
Весной 1995 года Микитасов стал искать источник финансирования. Он пытался через посредника, директора фирмы «Техноком» Вячеслава Ковалева, получить кредит в Тверьуниверсалбанке и оформить документы в Москомимуществе и Москомземе. Банк, однако, отказался выдавать кредит, а оформление документов в московском правительстве приостановилось. Между посредником и Микитасовым возник конфликт, вылившийся в уголовное дело, которым занималась Генпрокуратура.

#### Судебные тяжбы (1994—1998)
Финансирование было приостановлено в связи с введением нового порядка регистрации собственности в Москве, требующего обязательной выдачи свидетельства на право собственности. В результате четырёхлетнего противостояния между ЗАО «Московский планетарий», правительством Москвы, прокуратурой и Москомимуществом на 18 заседаниях Арбитражного суда были последовательно рассмотрены 5 исков, не принесших победу ни одной из сторон.
Всё это время вплоть до августа 1997 года в полуразрушенном Звёздном зале проводились программы для школьников. 1 мая 1998 года для посетителей была открыта обсерватория.
По словам Игоря Микитасова, новые владельцы в течение нескольких лет пытались организовать реконструкцию планетария на средства частных инвесторов, однако городские власти откладывали выход соответствующего постановления. В 1998 году собственники передали правительству Москвы 61 % акций в обмен на обязательства полностью оплатить все проектные и строительно-монтажные работы. 1 октября 1998 года правительство Москвы получило контрольный пакет акций ЗАО «Московский планетарий», а в марте 1999 года оно издало постановление «О комплексной реконструкции, реставрации и переоборудовании Московского планетария», согласно которому осуществлялась комплексная реконструкция, реставрация и переоборудование памятника архитектуры здания Московского планетария, а в инвестиционных программах 1999—2006 годов предусматривалось финансирование работ по реконструкции Московского планетария за счет средств, определённых бизнес-планом.
В 1990-х годах с западной и южной сторон участка, который занимает Московский планетарий, появились строения зоопарка.

#### Разработка проекта реконструкции (1997—2000)
В 1997 году творческая мастерская ГУП МНИИП «Моспроект-4» под руководством Александра Викторовича Анисимова приступила к разработке проекта реконструкции. Почти три года ушло на его утверждение и предварительные работы: требовалось немало усилий, чтобы обосновать преимущества именно реконструкции старого планетария, а не строительства нового. Была изучена история Московского планетария и мировой опыт проектирования подобных зданий, написано четыре научных работы о зарубежных технологиях, о типологии современного планетария и изучении его архитектурного облика за рубежом. Архитекторы лично посетили большое количество планетариев в разных странах: в Германии, Испании, Франции, Англии, на Западном и Восточном побережье Америки и т. д. Авторам проекта представлялось важным возвращение в панораму города силуэта планетария, закрытого с 1960-х годов семиэтажным зданием на Садовом кольце, хозяйственными постройками зоопарка и большими деревьями. С этой целью здание решено было поднять на 6,5 м и построить под ним новый четырёхэтажный объём.
Проект реконструкции Московского планетария, разработанный архитекторами Александром Анисимовым, получил в 2000 году премию и диплом I степени Союза архитекторов России. Это позволило увеличить общую площадь здания в 6 раз и разместить в нём музей, выставочный зал, научный отдел, кафе, подземную стоянку и комплекс технических помещений при сохранении памятника архитектуры.

#### Реконструкция

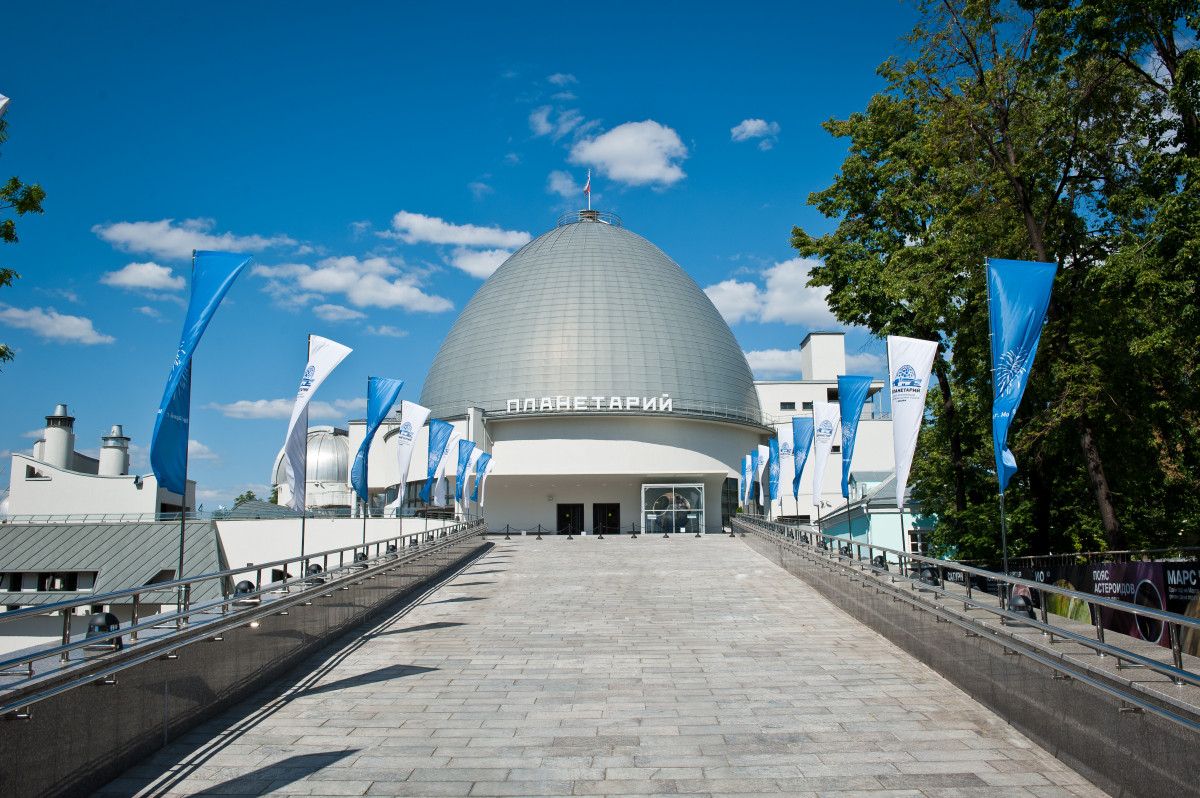
Вход в Московский планетарий после реконструкции

Сама реконструкция началась лишь в 2002 году. В январе 2003 года сняли на реставрацию статуи-аллегории планет перед главным входом. К 2003 году было разобрано старое здание обсерватории. Вместо него было запланировано построить две обсерватории, малую и большую. Городские власти обещали открыть планетарий к его 75-летию. Однако оно было отмечено узким кругом людей, связанных с планетарием, в ноябре 2004 года в строящемся здании. К этому времени здание планетария согласно проекту реконструкции уже было поднято на 6 метров, частично удалены пристройки второй половины XX века, возведены две новые башни обсерваторий; площадь музея увеличилась с 3 до 17 тыс. м².. К сохраняемому историческому входу были пристроен пандус, по которому предполагалось осуществлять вход в музей. В результате реконструкции старое здание фактически стало частью нового архитектурного комплекса, и аутентичность первоначального конструктивистского объёма была утрачена

#### Спор акционеров, банкротство и продажа (2006—2008)
За прошедшие годы АОЗТ «Московский планетарий» было последовательно преобразовано в ЗАО «Московский планетарий» и ОАО «Московский планетарий». Однако сотрудничество городских властей и частных инвесторов не заладилось, и реализация проекта затянулась.
В 2006 году частные инвесторы обратились к городу с просьбой вернуть вложенные ими средства и тем самым выкупить их долю. В 2006 году, когда Москва в очередной раз прекратила финансирование и начала выдавливать частников из проекта, было достигнуто соглашение о том, что инвесторы сами отдают свой пакет 39 % в обмен на возврат вложенных средств. Юрий Лужков согласился и дал поручение готовить постановление о выкупе.
Москва пыталась выкупить долю Микитасова, однако соглашение не было достигнуто, и тогда власти, по сути, решили обанкротить компанию.
23 января 2008 года в программе «Вести-Москва» был показан репортаж о Московском планетарии. В репортаже Игорь Микитасов, генеральный директор ОАО «Московский планетарий» предположил:
Кто-то на этот объект „положил глаз“, и злонамеренно идёт саботирование процесса завершения реконструкции. Чтобы заблокировать объект такой социальной значимости, заблокировать его ввод в строй, нарушить собственные слова, надо обладать очень мощным влиянием на руководство города.
В феврале правительство Москвы, владеющее 61 % акций ОАО «Московский планетарий», прекратило финансирование его реконструкции из-за того, «что обязательства партнеров, которым принадлежит 39 % акций, в рамках реконструкции выполнялись не полностью». По словам заместителя руководителя департамента имущества города Москвы Игоря Игнатова, город был вынужден прекратить реконструкцию, когда «стали известны новые обстоятельства» — у Московского планетария образовалась задолженность перед подрядчиком Энергомашконсалтинг в размере 9 миллионов рублей.
11 марта прошло внеочередное собрание акционеров, на котором генеральный директор Игорь Микитасов был отстранён от своей должности и назначена новая управляющая компания со стопроцентной долей города — «Покровские ворота» После этого Игорь Микитасов сообщил в интервью телеканалу «Вести», что считает ситуацию вокруг планетария рейдерским захватом. Кроме того он был вынужден уехать из России, поскольку опасался за свою жизнь. По его словам, планетарий переводили в частную собственность посредством департамента имущества правительства Москвы.
Московский планетарий банкротят преднамеренно, – заявил Микитасов. – Признание акционерного общества банкротом позволит мэрии распродать его имущество с молотка. Покупателем в этом случае может стать любая подставная фирма, аффиллированная с мэрией.
13 мая 2008 года арбитражный суд города Москвы удовлетворил заявление о признании банкротом ОАО «Московский планетарий». Общая кредиторская задолженность компании составляла 1,7 миллиарда рублей. В отношении компании открыто конкурсное производство сроком на 12 месяцев.
Руководство города поставило задачу завершить реконструкцию к концу года. Однако реальные сроки могут быть сдвинуты, когда мы определимся со сметой финансирования, — заявил Игорь Игнатов, заместитель руководителя департамента имущества. — Мы должны также урегулировать вопросы по собственности планетария и уточнить объём средств для закупки необходимого оборудования.

#### В собственности департамента имущества города Москвы
4 мая 2009 года при участии управляющей компании «Покровские ворота» состоялась сделка купли-продажи имущества ОАО «Московский планетарий». На прошедших торгах было реализовано два лота: объект незавершенного строительства по адресу улица Садовая-Кудринская, д.5, стр.1, а также все движимое имущество банкрота. Покупателем имущества стало ОАО «Планетарий» в лице исполнительного органа управляющей компании «Покровские ворота». 100 % акций ОАО «Планетарий» принадлежат департаменту имущества города Москвы. Для покупки имущественного комплекса акционер внес в уставной капитал общества дополнительные средства, предусмотренные бюджетом города на 2009 год. 29 мая первый заместитель мэра Москвы Владимир Ресин в ходе пресс-конференции сообщил о том, что столичный планетарий начнет свою работу в 2010 году.
14 ноября 2009 года после завершения рабочего совещания в здании планетария мэр Москвы Юрий Лужков в очередной раз сообщил журналистам о скором открытии Московского планетария, на этот раз — в декабре 2010 года (ранее назывались 2001, 2004, 2005, и 2009 годы). Он добавил, что работы по открытию планетария для посетителей будут иметь две стадии. Первой стадией мэр назвал завершение строительно-монтажных работ, которые намечены на сентябрь 2010 года. Вторая стадия связана с установкой необходимого оборудования в декабре 2010 года. Проектные работы вела компания «Моспроект-4».

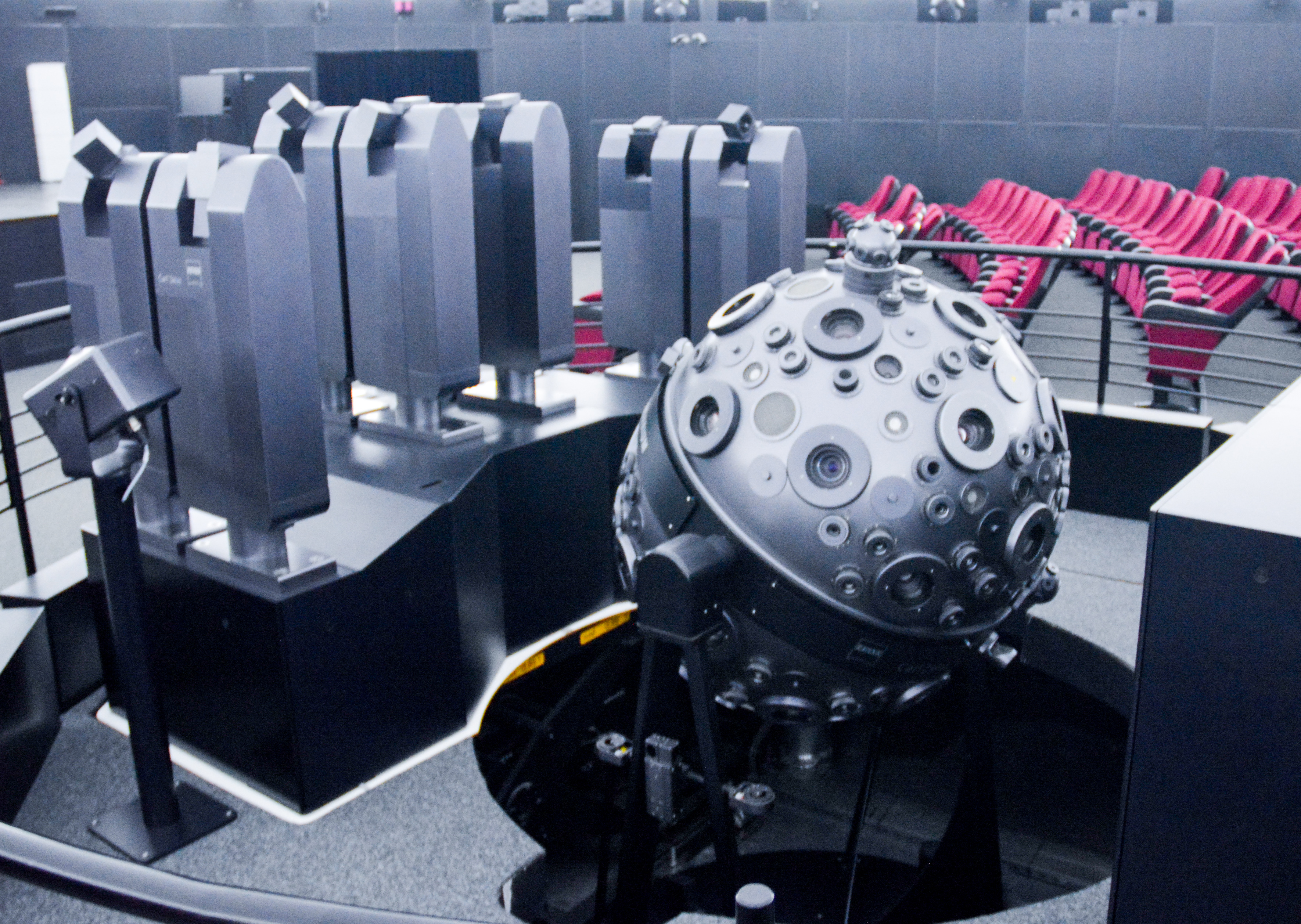
Проектор-планетарий «Универсариум М9»

На закупку оборудования из бюджета города выделили 10 миллионов евро. На эти средства была приобретена полнокупольная проекционная система со стереопроектором и 14 динамическими креслами, а также 4D кинотеатр, проектор-планетарий «Универсариум М9» фирмы Carl Zeiss Jena, на 2011 год являющийся самым мощным из выпускающихся компанией приборов для планетариев, и другие средства, с помощью которых на куполе планетария диаметром 25 метров можно наблюдать самые различные небесные явления и полнокупольные программы.
Научным куратором планетария назначен МГУ. Генеральный директор Московского планетария — Виталий Тимофеев.
В апреле 2010 года глава департамента городского заказа столицы Леонид Моносов сообщил о переносе открытия на начало 2011 года. В ноябре 2010 года было объявлено, что открытие состоится 12 апреля 2011 года и будет приурочено ко дню космонавтики. Однако к марту 2011 здание было «технически не совсем готово», поэтому руководство перенесло открытие на 12 июня 2011, приурочив его ко Дню России. Работы по реконструкции архитектурного освещения Московского Планетария, в его сегодняшнем виде, были исполнены и реализованы группой компаний «Светопроект — Светосервис» в 2011 году. 12 июня состоялось открытие планетария. Обновлённый планетарий быстро обрёл популярность; только за первые 5 месяцев работы его посетили 300 тыс. человек.

#### Мобильное приложение
В 2019 году по случаю 90-летнего юбилея вышло мобильное приложение для iOs и Android.

## Экспозиция

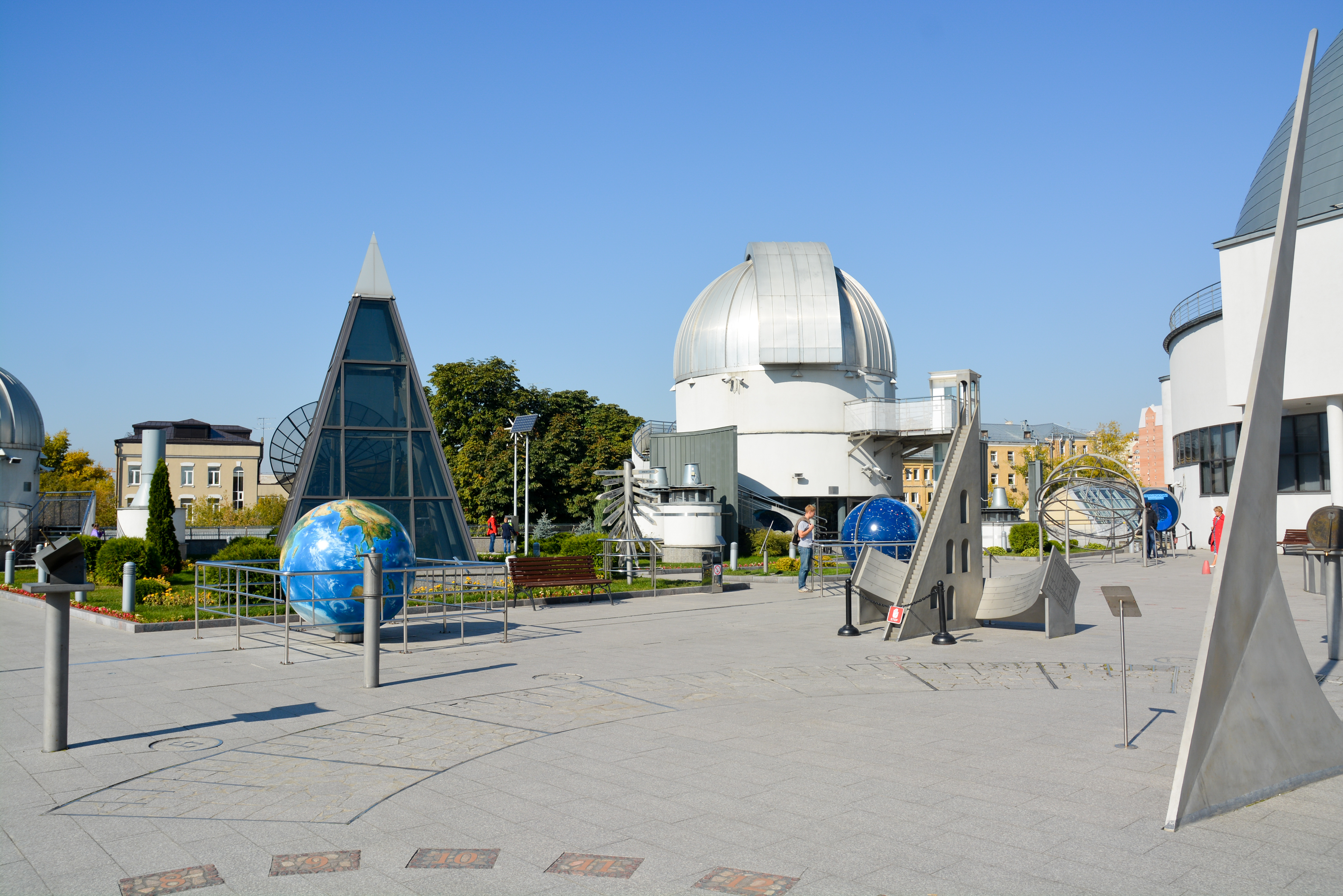
«Парк неба»

Здание планетария включает несколько уровней. На самом нижнем, подземном, уровне находятся малый звёздный зал (предназначенный для показа детям звёздного неба в миниатюре), 4D-кинотеатр, интерактивный музей «Лунариум» (экспозиции по астрономии и физике). Выше, на первом уровне, тоже располагается экспозиция музея «Лунариум» (зал, посвящённый истории постижения космоса), а также залы музея Урании, в котором посетители могут ознакомиться с историей московского планетария. На втором уровне — большая (с самым большим телескопом Москвы, доступным для широкой публики, — диаметром 300 мм) и малая (диаметр телескопа 400 мм) обсерватории, астрономическая площадка «Парк неба» с коллекцией работающих под открытым небом астрономических приборов, зал музея Урании с коллекцией метеоритов и историческим цейсовским оборудованием планетария. На последнем, третьем уровне, непосредственно под куполом — Большой звёздный зал, проектор которого позволяет увидеть свыше 9 тысяч небесных тел и их перемещения по небу с течением времени.
В настоящее время планетарий открыт для посетителей ежедневно кроме вторника, с 10 до 21 часа.